# Fortalesa
|  | Per a altres significats, vegeu «fortitud». |

Una fortalesa (o fortalea) és un tipus de fortificació de caràcter permanent dissenyada per a defensar en temps de guerra i com a base militar. El terme es deriva del llatí fortis ("fort") igual que fortificació.

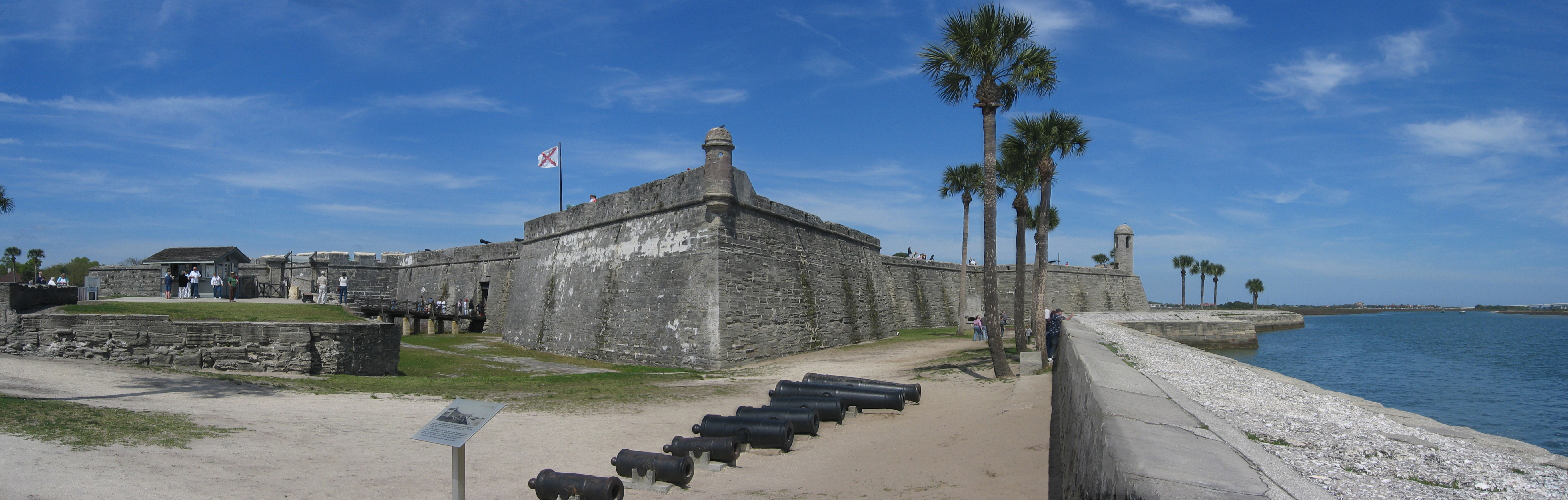
Castell de San Marcos, fort a Saint Augustine, Florida

A diferència d'altres fortificacions que complementen les funcions d'una construcció (castells com a protecció de la residència feudal, o esglésies fortificades per tenir un lloc d'abric de la comunitat), les fortaleses tenen una marcada funció militar al servir com a base permanent d'un destacament militar.
D'altra banda, quan hom parla de fortalesa s'entén com un lloc inexpugnable i inaccessible amb la tecnologia militar del moment. Això fa que un castrum romà, o un castell medieval foren considerats fortaleses en el seu temps i perdessin aquesta consideració quan la tecnologia militar evoluciona.